# Lurisk dans

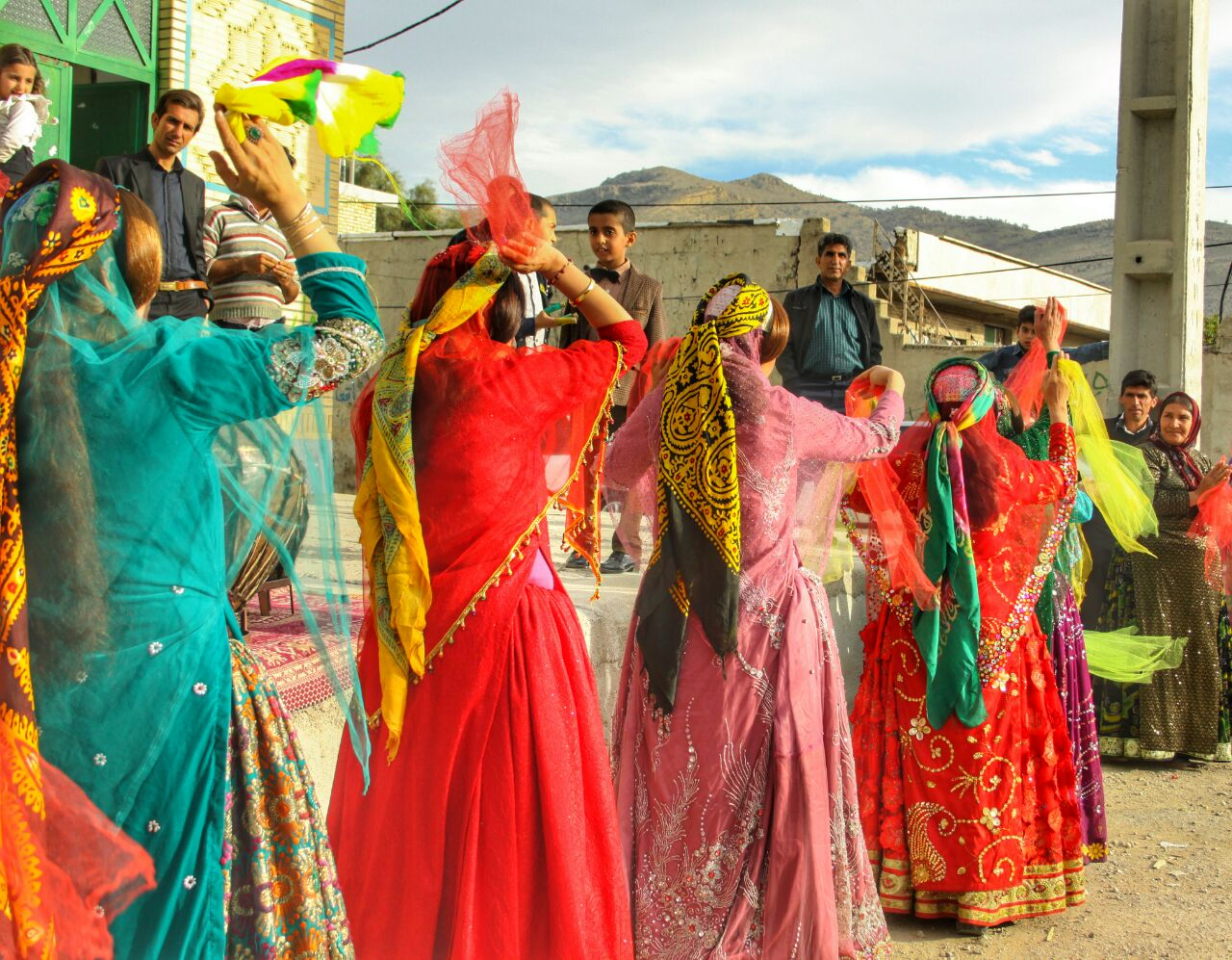
Näsduksdansöser under en bröllopsceremoni, Mamasani, Iran.

Lurisk dans (luriska: Bâzi, Bâxte), kallas också lurisk raddans eller ringdans, där man dansar hand i hand kollektivt i vissa steg.  Inom den luriska kulturen är dansen förankrad med vardagen, vid alla högtider eller festivaler dansas den.

## Dansstilar

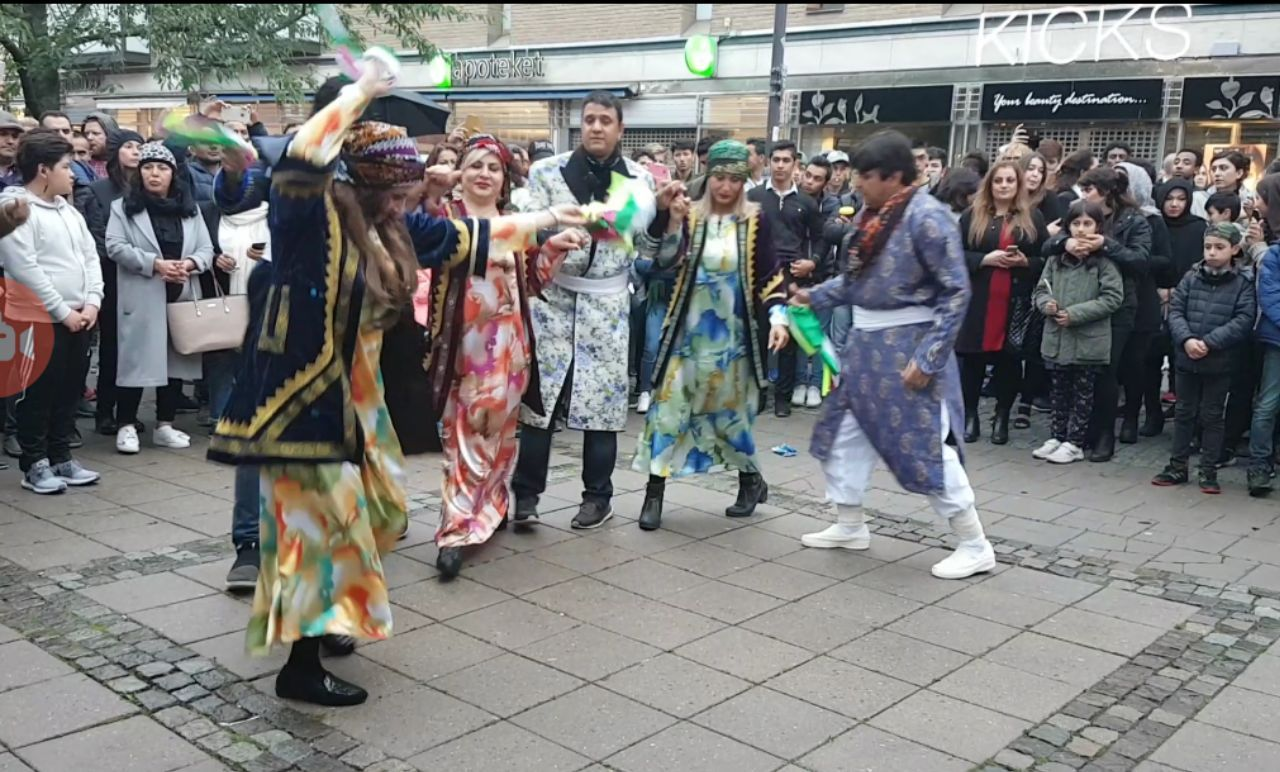
Čupi Dans av Feyli Lurer i Sverige

De mest utbredda luriska dansstilarna är: näsduksdans, Čupi-danser (SanginSama, Se-Pâ (tre steg) och Du-Pâ (två steg)) och stickdansen ((Čubâzi eller Tarka-bâzi), det är en kampsportsvisning). Vanligtvis koordinerar dansaren som står längst fram till höger (Sarčupi) dansen.